# أمين الطريفي
أمين إبراهيم محمد الطريفي (مواليد 17 نوفمبر 1963 في الأحساء) هو حكم كرة طائرة دولي من المملكة العربية السعودية.

## بدايته
كان الطريفي قد بدأ حياته الرياضية لاعبا بنادي الاتفاق، واتجه إلى التحكيم وحصل على الشارة الدولية عام 2000. وكان يرأس عام 2018 لجنة الحكام بالمنطقة الشرقية وعضو في لجنة الحكام الرئيسية بالاتحاد السعودي للكرة الطائرة.

## حياته
- متقاعد من القوات البحرية الملكية السعودية - معهد الدراسات الفنية للقوات البحرية في المنطقة الشرقية مدينة الدمام.
- التخصص الوظيفي مدرب تربية بدنية (من عام 1979م إلى 2015 م)
- مدير قسم النشاط الرياضي بمعهد الدراسات الفنية للقوات البحرية في آخر 10 سنوات الخدمة.
- الإعداد والمشاركة في الكثير من المهرجانات والمناسبات في المنطقة الشرقية وتوجد الكثير من شهادات الشكر والتقدير.
- حكم دولي وعالمي في الكرة الطائرة. .
- الدراسات الدولية في قانون وتحكيم الكرة الطائرة البحرين 1999 .

## مسيرته التحكيمية
- حكم أكثر من 10 نهائيات في الدوري والكأس و النخبة بالمملكة العربية السعودية.
- حكم بطولة آسيا للشباب إيران 2000
- حكم بطولة الخليج للأندية قطر 2001
- حكم بطولة العرب للمنتخبات الأردن 2002
- حكم بطولة منتخبات الخليج الرياض 2003
- الدراسات الدولية للكرة الطائرة في التنظيم والتحكيم مدينة شيفيلد. بريطانيا 2006.
- حكم بطولة العرب العسكرية لبنان 2006 و 2008
- حكم بطولة العالم العسكرية ألمانيا 2008
- المشاركة في أولمبياد الشباب سنغافورة 2010[5]
- حكم بطولة العالم للكرة الطائرة أوكلاهوما 2010
- حكم بطولة العالم للكرة الطائرة الأرجنتين 2011
- شارك في تحكيم النهائي بين صربيا واسبانيا.
- المشاركة في أولمبياد لندن 2012.
- حكم الدوري العالمي للكرة الطائرة ألمانيا 2013.
- تحية بطولة آسيا للكبار منتخبات دبي 2013.
- المشاركة دورة الألعاب الآسيوية كوريا 2014.
- حكم بطولة العالم تحت 19 سنة الأرجنتين 2015.
- حكم بطولة القارات للكرة الطائرة الصين 2016.
- حكم الدوري العالمي للكرة الطائرة اليابان 2016.
- بطولة الاندية العربية والنهائي FEB 2017.
- بطولة العالم للجائزة الكبرى في الكاميرون المجموعة 3 JUL 2017- B

## التكريم
ليلة وفاء رعاها الاتحاد السعودي للكرة الطائرة تجاه الحكم العالمي أمين الطريفي الذي اعتزل التحكيم الدولي، حيث أقيم مهرجان اعتزاله وتوديعه وتكريمه في المنطقة الشرقية بحضور الأمير سعود بن نايف، وأعضاء مجلس إدارة الاتحاد عبد الله العدوان ومحمد أحمد عبد رب الرضا والأمين العام عبد العزيز القرناس حيث أضاف: بوجود شخصية قيادية مميزة للجنة الرئيسية للحكام متمثلة في عبد الله العدوان أعطت لحكام الطائرة الثقة والإمكانات بإقامة دورات صقل في كافة مناطق المملكة مما ممكن الحكام من اكتساب الخبرات المميزة التي انعكست على أدائهم في المنافسات الخارجية والداخلية.
كما تم اختيار الطريفي ضمن أفضل 14 حكم كرة طائرة على مستوى العالم.